# Aparição de Cristo à Virgem Maria (Frei Carlos)
Aparição de Cristo à Virgem Maria é uma pintura a óleo sobre madeira pintada por Frei Carlos em 1529, obra que decorou inicialmente o Convento do Espinheiro, em Évora, onde Frei Carlos era monge e desenvolvia actividade, sendo posteriormente transferida para o Museu Nacional de Arte Antiga, em Lisboa, onde se encontra actualmente.
A Aparição de Cristo à Virgem Maria representa um episódio da vida de Cristo após ter ressuscitado que não vem narrado nos Evangelhos, sendo oriundo de textos apócrifos e que foi representado na arte flamenga e portuguesa do Renascimento.
Quer pela luminosidade e recurso a uma paleta colorida e quente, quer, sobretudo, por um certo arcaísmo recorrente na arte flamenga do século XVI, visível, por exemplo, na representação da figura humana, esta pintura revela a origem flamenga de Frei Carlos e a influência que o gótico flamejante das escolas ganto-bruguenses exerceu na sua obra.
É evidente a intenção de definir a cena em perspectiva, ainda que forçadamente, tentando o autor integrar-se nas novidades pictóricas que haviam ocorrido em Itália.

## Descrição
O tema central da pintura, ou seja a Aparição de Cristo à Virgem Maria, está representado no seu lado direito, num interior abobadado que remete para a arquitectura do renascimento italiano. A Virgem está ajoelhada junto de uma banqueta em cima da qual está um livro aberto voltando-se para o seu lado direito  onde surge a figura de Cristo ressuscitado envolto num amplo manto vermelho, segurando com a mão esquerda uma cruz processional e abençoando com a direita.
Ao fundo, enquadrados por uma arcaria, aparecem os Justos libertos do limbo pela intervenção de Cristo nos três dias da sua morte, destacando-se, em primeiro plano, Adão, Eva e Moisés. No exterior do edifício, à esquerda, encontram-se as figuras das três mulheres que primeiro presenciaram Cristo após ter ressuscitado, sendo Maria Madalena, que segura um frasco de bálsamo, Marta e Maria.
A coluna em primeiro plano ao centro, e as duas mais recuadas que delimitam o espaço dos Justos, remetem claramente para a arquitectura de Sebastiano Serlio, paradigma do Maneirismo. Na arquitrave sustentada na coluna central está um anjo que segura uma cartela que tem inscrito o ano de 1529, o ano em que portanto foi realizada a obra.
O tratamento do manto da Virgem Maria decorre da tradição flamenga, como se pode verificar na textura e nas pregas. Por sua vez é evidente a arquitectura renascentista das colunas e arcos, misturando-se assim com elementos do gótico flamengo como é por exemplo a aldraba da porta.

### Ligação externa
- Página oficial do Museu Nacional de Arte Antiga